# Brusnik (miasto Zaječar)
Brusnik (cyr. Брусник) – wieś w Serbii, w okręgu zajeczarskim, w mieście Zaječar. W 2011 roku liczyła 315 mieszkańców.